# Vuurtoren van Skellig Michael
De vuurtoren van Skellig Michael is een vuurtoren op een rotseilandje dat westelijk van het vasteland van Ierland in de Atlantische Oceaan ligt. 

## Geschiedenis
Aanvankelijk werden twee vuurtorens gebouwd op dit eilandje, dat vanwege de aanwezigheid van middeleeuwse kloosterresten tot het UNESCO werelderfgoed behoort. De bouwwerkzaamheden startten in augustus 1821, maar de voorbereidingswerkzaamheden namen nogal wat tijd in beslag. In april 1823 waren de paden naar de plaatsen waar de torens moesten komen aangelegd en in maart 1824 was men nog niet aan het feitelijk bouwen van de torens toegekomen. De eerste toren was op de lantaarn na gereed eind januari 1826 en op 4 december 1826 werden beide vuurtorens in werking gesteld. De torens waren 48 voet hoog (14,6 meter). De hoge toren werd op 1 mei 1870 buiten werking gesteld, op het moment dat de noordelijker vuurtoren van Inishtearaght in werking werd gesteld. De toren is inmiddels grotendeels vervallen.
De destijds als lage toren gebouwde toren is de huidige toren en is echter nog steeds actief. In 1909 werd een nieuwe lamp met een derde orde lens geïnstalleerd en in 1914 een misthoorn. In november 1953 raakte de misthoorn buiten gebruik, door omlaag gegleden puin tussen de vuurtoren en de plaats van de misthoorn. De misthoorn is daarna niet meer in gebruik genomen. In 1966-1967 werd de lamp uit 1909 vervangen door een elektrische lamp. Die werd weer vervangen door een automatische installatie met een nieuwe lamp, waardoor op 22 april 1987 na ruim 160 jaar de vuurtoren onbemand en het eiland onbewoond werd. In 2001 werd overgeschakeld op zonne-energie, waartoe de lamp opnieuw werd vervangen evenals het rotatiemechanisme van de lens. De vuurtoren is later ook voorzien van een Automatic Identification System.